# FirstGroup

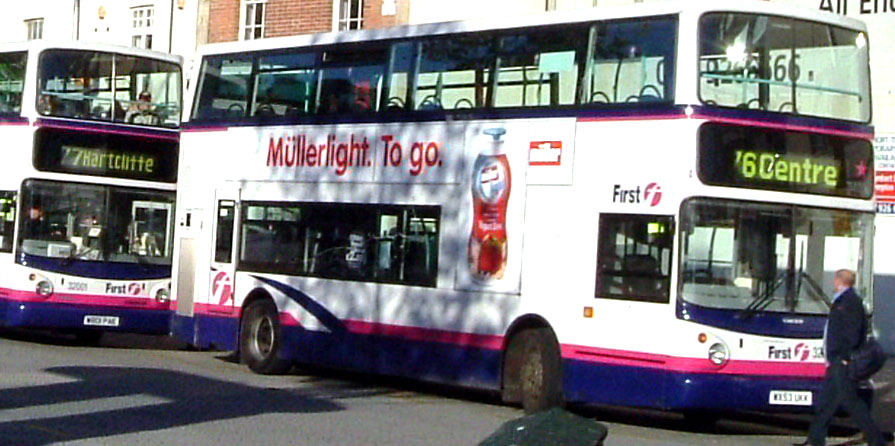
First-dubbeldekkers in Bristol

FirstGroup PLC is een Brits openbaarvervoerbedrijf, gevestigd in het Schotse Aberdeen.
Het bedrijf is in juni 1995 ontstaan als FirstBus, nadat de busmaatschappijen BadgerLine en GRT BUS fuseerden. In 1998, toen het ook actief werd als spoorwegonderneming, werd FirstBus omgedoopt in FirstGroup. Het heeft 62.000 mensen in dienst en boekte in 2003 een jaaromzet van £ 2,29 miljard.

## Bus en tram
First vervoert in het Verenigd Koninkrijk 2,8 miljoen mensen per dag met ongeveer 9300 bussen. In het zuiden van Londen is First de exploitant van de Tramlink (voorheen Croydon Tramlink) en voorheen in de Verenigde Staten met First Transit.

## Spoorwegonderneming

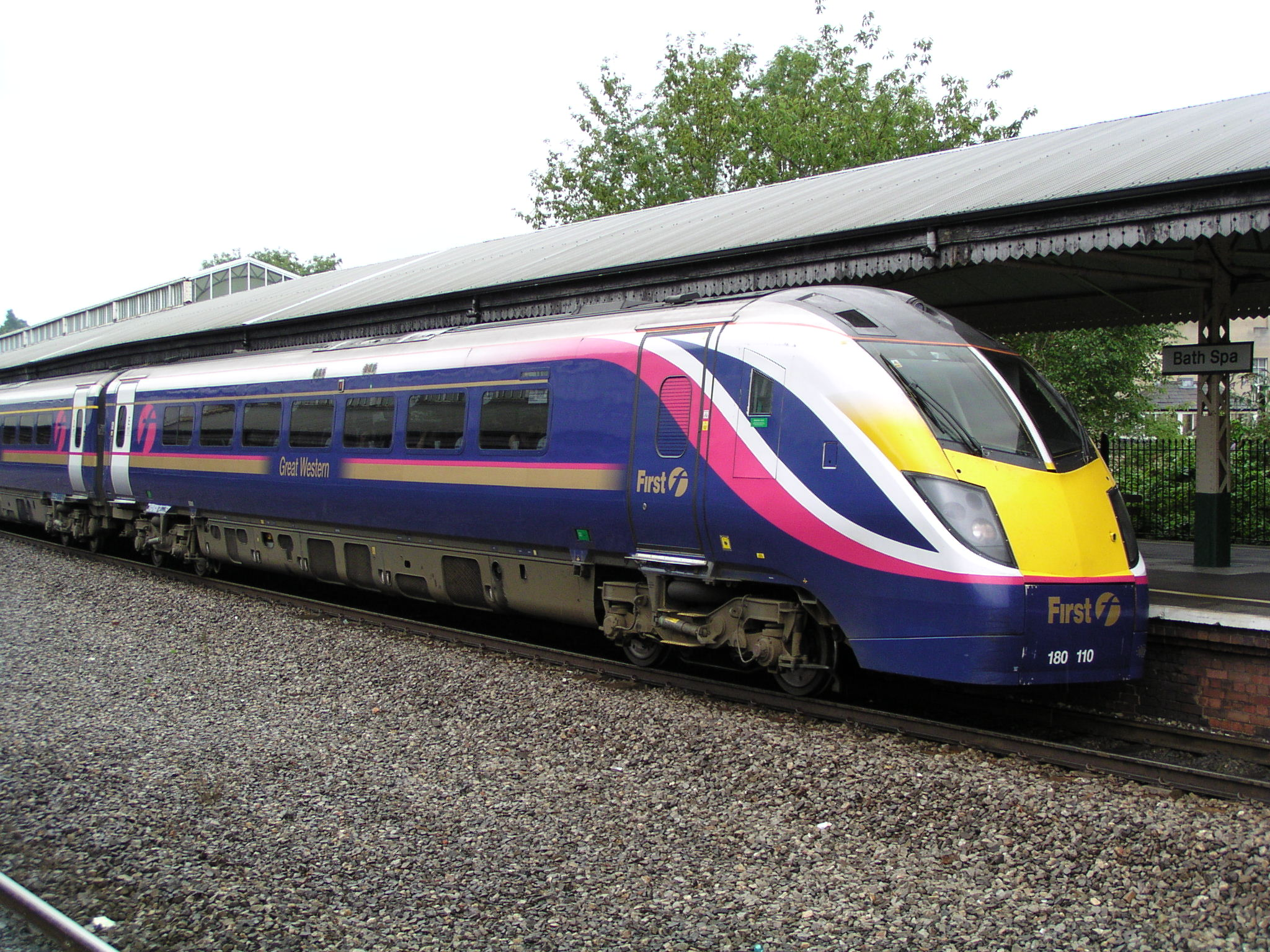
Class 180-treinstel van First Great Western

FirstGroup is houder van een aantal Britse spoorconcessies:
- First Great Western - treindiensten in West-Londen en het westen van Engeland.
- TransPennine Express - concessie van First Group en Keolis voor de exploitatie van regionale treindiensten in het noorden van Engeland.
- First Capital Connect - treindiensten in en om Londen.
- South Western Railway - treindiensten in zuidwest Engeland in een joint-venture met MTR Corporation sinds 20 augustus 2017.

Concessies die FirstGroup verloren heeft, zijn First Great Eastern (op 1 april 2004 verloren aan One Railway, hernoemd tot National Express East Anglia),  First North Western (op 12 december 2004 verloren aan Northern Rail) en First ScotRail - treindiensten in Schotland (in 2015 verloren aan Abellio).
Daarnaast bezit FirstGroup Hull Trains en GB Railfreight, zogenaamde 'open-access'-spoorwegondernemingen die niet in opdracht van en/of met subsidie van de overheid treindiensten uitvoeren. Hull Trains exploiteert een personentreindienst Londen - Hull en GB Rail Freight is een goederenvervoerder.
- DSBFirst is opgericht voor spoorwegconcessies in Denemarken en Zweden. Hiervoor is FirstGroup een partnerschap aangegaan met Danske Statsbaner (DSB). Deze onderneming is gevestigd te Malmö en is voor 70% eigendom van DSB en voor 30% van FirstGroup. Sinds 2009 rijdt DSBFirst met ongeveer 800 personeelsleden treindiensten op onder meer het traject Kopenhagen - Malmö via de Sontbrug en -tunnel, in de provincie Skåne län en - onder de naam DSBFirst Väst - in de provincie Västra Götalands län rond Göteborg. Op 22 april 2011 werd bekend dat FirstGroup zich terugtrekt uit DSBFirst en de aandelen teruggeeft.[1]